# Tatsuya Suzuki (fodboldspiller, født 1993)
 For alternative betydninger, se Tatsuya Suzuki. (Se også artikler, som begynder med Tatsuya Suzuki)
Tatsuya Suzuki (født 8. juli 1993) er en japansk fodboldspiller, som spiller for den japanske fodboldklub Iwate Grulla Morioka.